# Wrightsville (Pensilvânia)
Wrightsville é um distrito localizado no estado norte-americano de Pensilvânia, no Condado de Johnson.

## Demografia
Segundo o censo norte-americano de 2000, a sua população era de 2223 habitantes.
Em 2006, foi estimada uma população de 2256, um aumento de 33 (1.5%).

## Geografia
De acordo com o United States Census Bureau tem uma área de
1,6 km², dos quais 1,6 km² cobertos por terra e 0,0 km² cobertos por água. Wrightsville localiza-se a aproximadamente 105 m acima do nível do mar.

## Localidades na vizinhança
O diagrama seguinte representa as localidades num raio de 8 km ao redor de Wrightsville.